# In Your Eyes (Robin Schulz)
In Your Eyes is een nummer van de Duitse dj Robin Schulz uit 2020, ingezongen door de Noorse zangeres Alida.
Inhoudelijk gaat "In Your Eyes" over het vertrek van een dierbare. Het deephousenummer werd in veel Europese landen een hit. Het haalde de 5e positie in Schulz' thuisland Duitsland en in de Nederlandse Top 40. In de Vlaamse Ultratop 50 werd een bescheiden 14e positie gehaald.

## Hitnoteringen

### Nederlandse Top 40
| Hitnotering: 01-02-2020 t/m 25-07-2020 | Hitnotering: 01-02-2020 t/m 25-07-2020 | Hitnotering: 01-02-2020 t/m 25-07-2020 | Hitnotering: 01-02-2020 t/m 25-07-2020 | Hitnotering: 01-02-2020 t/m 25-07-2020 | Hitnotering: 01-02-2020 t/m 25-07-2020 | Hitnotering: 01-02-2020 t/m 25-07-2020 | Hitnotering: 01-02-2020 t/m 25-07-2020 | Hitnotering: 01-02-2020 t/m 25-07-2020 | Hitnotering: 01-02-2020 t/m 25-07-2020 | Hitnotering: 01-02-2020 t/m 25-07-2020 | Hitnotering: 01-02-2020 t/m 25-07-2020 | Hitnotering: 01-02-2020 t/m 25-07-2020 | Hitnotering: 01-02-2020 t/m 25-07-2020 | Hitnotering: 01-02-2020 t/m 25-07-2020 |
| Week:                                  | 1                                      | 2                                      | 3                                      | 4                                      | 5                                      | 6                                      | 7                                      | 8                                      | 9                                      | 10                                     | 11                                     | 12                                     | 13                                     | 14                                     |
| -------------------------------------- | -------------------------------------- | -------------------------------------- | -------------------------------------- | -------------------------------------- | -------------------------------------- | -------------------------------------- | -------------------------------------- | -------------------------------------- | -------------------------------------- | -------------------------------------- | -------------------------------------- | -------------------------------------- | -------------------------------------- | -------------------------------------- |
| Positie:                               | 40                                     | 34                                     | 29                                     | 25                                     | 24                                     | 23                                     | 12                                     | 7                                      | 5                                      | 5                                      | 7                                      | 7                                      | 7                                      | 6                                      |
| Week:                                  | 15                                     | 16                                     | 17                                     | 18                                     | 19                                     | 20                                     | 21                                     | 22                                     | 23                                     | 24                                     | 25                                     | 26                                     |                                        |                                        |
| Positie:                               | 6                                      | 7                                      | 10                                     | 10                                     | 13                                     | 14                                     | 20                                     | 25                                     | 33                                     | 33                                     | 34                                     | 35                                     | uit                                    |                                        |

### NederlandseSingle Top 100
| Hitnotering: 08-02-2020 t/m 22-08-2020 | Hitnotering: 08-02-2020 t/m 22-08-2020 | Hitnotering: 08-02-2020 t/m 22-08-2020 | Hitnotering: 08-02-2020 t/m 22-08-2020 | Hitnotering: 08-02-2020 t/m 22-08-2020 | Hitnotering: 08-02-2020 t/m 22-08-2020 | Hitnotering: 08-02-2020 t/m 22-08-2020 | Hitnotering: 08-02-2020 t/m 22-08-2020 | Hitnotering: 08-02-2020 t/m 22-08-2020 | Hitnotering: 08-02-2020 t/m 22-08-2020 | Hitnotering: 08-02-2020 t/m 22-08-2020 | Hitnotering: 08-02-2020 t/m 22-08-2020 | Hitnotering: 08-02-2020 t/m 22-08-2020 | Hitnotering: 08-02-2020 t/m 22-08-2020 | Hitnotering: 08-02-2020 t/m 22-08-2020 | Hitnotering: 08-02-2020 t/m 22-08-2020 |
| Week:                                  | 1                                      | 2                                      | 3                                      | 4                                      | 5                                      | 6                                      | 7                                      | 8                                      | 9                                      | 10                                     | 11                                     | 12                                     | 13                                     | 14                                     | 15                                     |
| -------------------------------------- | -------------------------------------- | -------------------------------------- | -------------------------------------- | -------------------------------------- | -------------------------------------- | -------------------------------------- | -------------------------------------- | -------------------------------------- | -------------------------------------- | -------------------------------------- | -------------------------------------- | -------------------------------------- | -------------------------------------- | -------------------------------------- | -------------------------------------- |
| Positie:                               | 81                                     | 71                                     | 44                                     | 36                                     | 27                                     | 24                                     | 18                                     | 15                                     | 18                                     | 17                                     | 18                                     | 16                                     | 15                                     | 17                                     | 18                                     |
| Week:                                  | 16                                     | 17                                     | 18                                     | 19                                     | 20                                     | 21                                     | 22                                     | 23                                     | 24                                     | 25                                     | 26                                     | 27                                     | 28                                     | 29                                     |                                        |
| Positie:                               | 17                                     | 18                                     | 23                                     | 27                                     | 28                                     | 28                                     | 27                                     | 34                                     | 33                                     | 36                                     | 41                                     | 45                                     | 61                                     | 85                                     | uit                                    |

### VlaamseUltratop 50
| Hitnotering: 07-03-2020 t/m 19-09-2020 | Hitnotering: 07-03-2020 t/m 19-09-2020 | Hitnotering: 07-03-2020 t/m 19-09-2020 | Hitnotering: 07-03-2020 t/m 19-09-2020 | Hitnotering: 07-03-2020 t/m 19-09-2020 | Hitnotering: 07-03-2020 t/m 19-09-2020 | Hitnotering: 07-03-2020 t/m 19-09-2020 | Hitnotering: 07-03-2020 t/m 19-09-2020 | Hitnotering: 07-03-2020 t/m 19-09-2020 | Hitnotering: 07-03-2020 t/m 19-09-2020 | Hitnotering: 07-03-2020 t/m 19-09-2020 | Hitnotering: 07-03-2020 t/m 19-09-2020 | Hitnotering: 07-03-2020 t/m 19-09-2020 | Hitnotering: 07-03-2020 t/m 19-09-2020 | Hitnotering: 07-03-2020 t/m 19-09-2020 | Hitnotering: 07-03-2020 t/m 19-09-2020 |
| Week:                                  | 1                                      | 2                                      | 3                                      | 4                                      | 5                                      | 6                                      | 7                                      | 8                                      | 9                                      | 10                                     | 11                                     | 12                                     | 13                                     | 14                                     | 15                                     |
| -------------------------------------- | -------------------------------------- | -------------------------------------- | -------------------------------------- | -------------------------------------- | -------------------------------------- | -------------------------------------- | -------------------------------------- | -------------------------------------- | -------------------------------------- | -------------------------------------- | -------------------------------------- | -------------------------------------- | -------------------------------------- | -------------------------------------- | -------------------------------------- |
| Positie:                               | 50                                     | 41                                     | 35                                     | 36                                     | 26                                     | 19                                     | 31                                     | 20                                     | 24                                     | 14                                     | 20                                     | 18                                     | 19                                     | 14                                     | 18                                     |
| Week:                                  | 16                                     | 17                                     | 18                                     | 19                                     | 20                                     | 21                                     | 22                                     | 23                                     | 24                                     | 25                                     | 26                                     | 27                                     | 28                                     | 29                                     |                                        |
| Positie:                               | 25                                     | 23                                     | 29                                     | 33                                     | 33                                     | 31                                     | 41                                     | 34                                     | 31                                     | 34                                     | 34                                     | 36                                     | 42                                     | 41                                     | uit                                    |